# Radňov (Květinov)

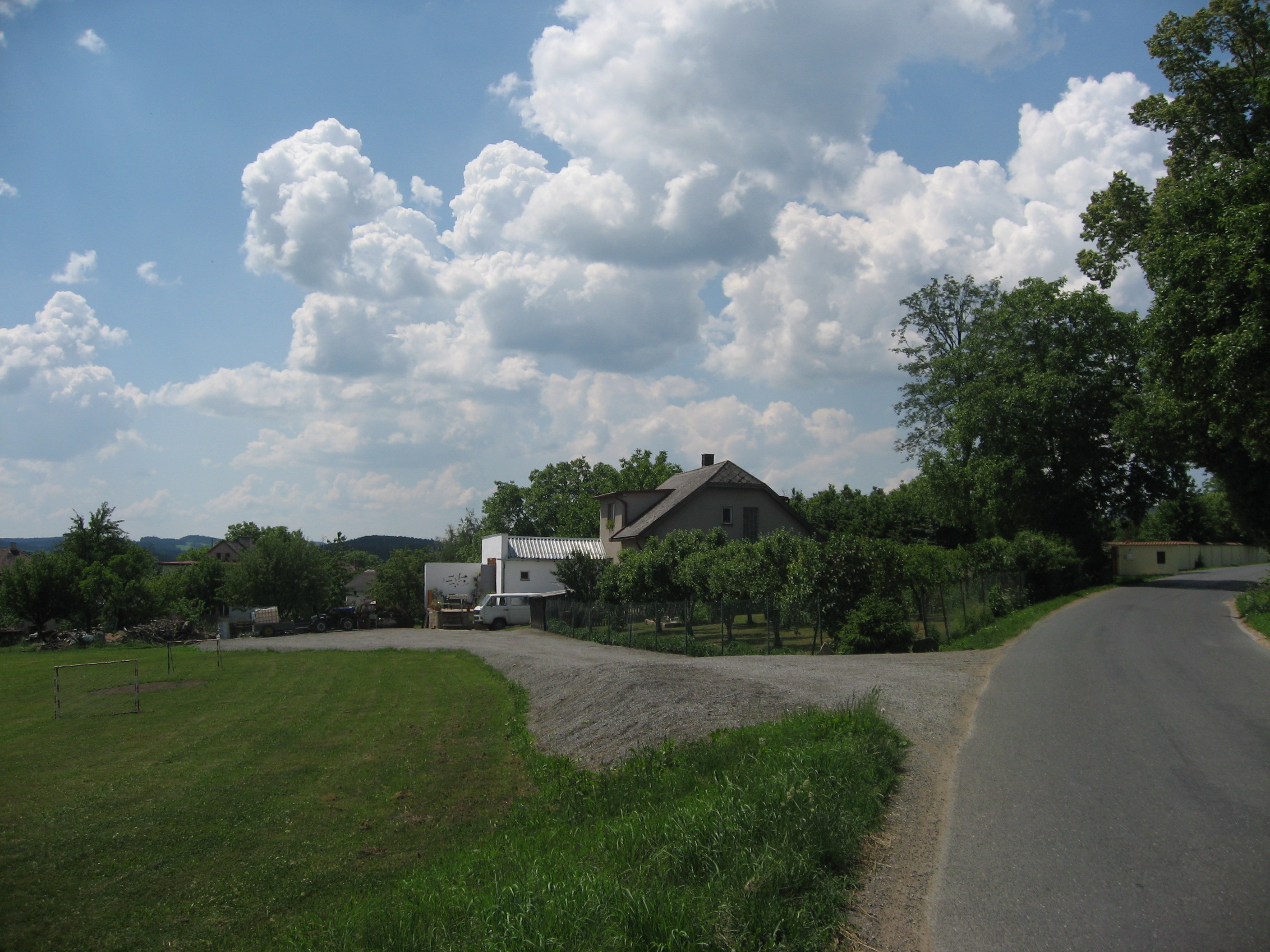
Ortsansicht

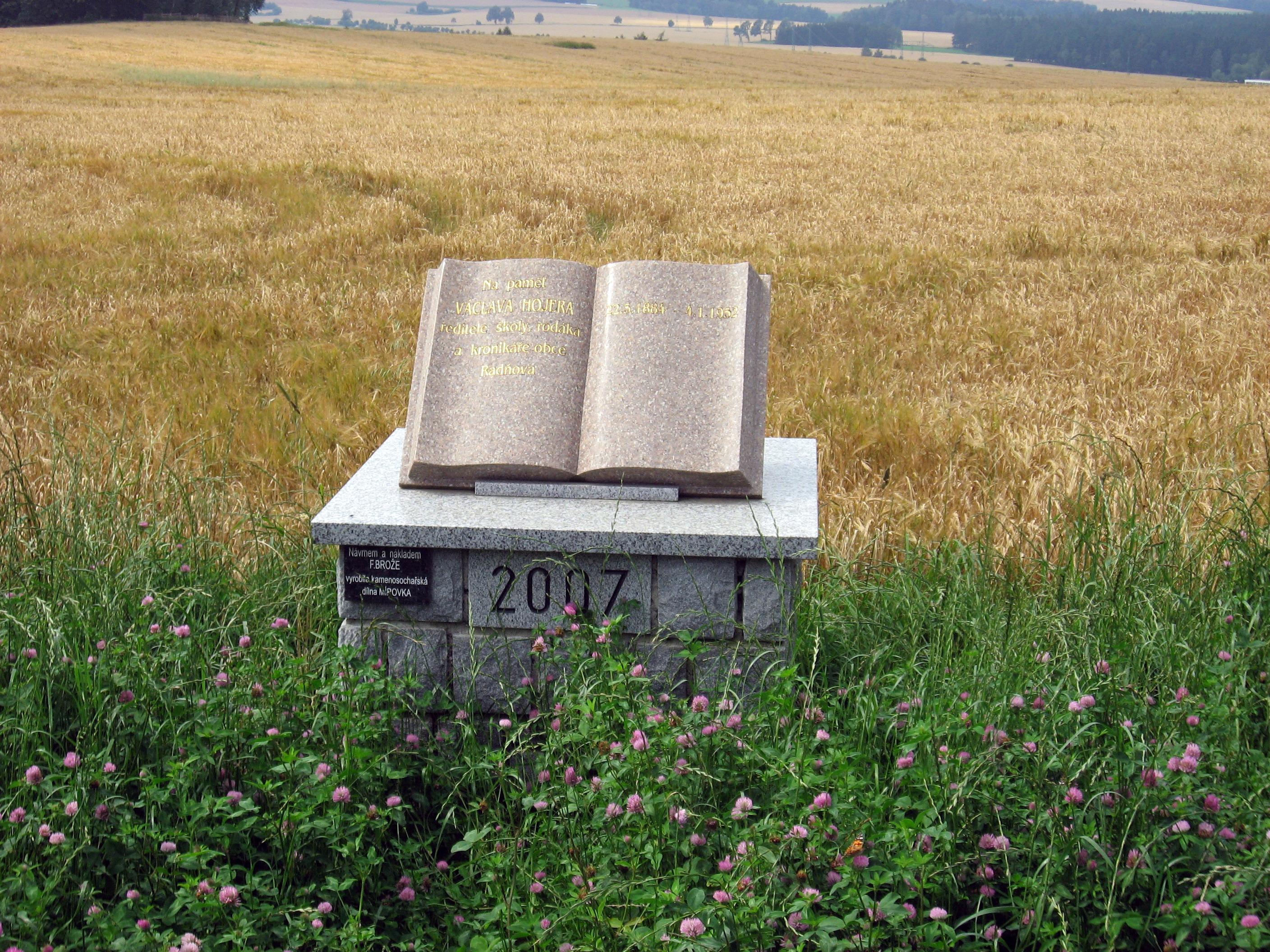
Gedenkstein für Václav Hojer

Radňov (deutsch Radniow) ist ein Ortsteil der Gemeinde Květinov in Tschechien. Er liegt acht Kilometer südwestlich des Stadtzentrums von Havlíčkův Brod und gehört zum Okres Havlíčkův Brod.

## Geographie
Radňov befindet sich auf einem Höhenrücken zwischen den Tälern der Bäche Úsobský potok (Zbinower Bach) und Perlový potok (Skaler Bach) in der Křemešnická vrchovina (Křemešník-Bergland). Nördlich erhebt sich der Fejtův vršek (533 m n.m.), im Südosten der Vršek (551 m n.m.). Gegen Osten liegt der Teich Paletáč. Südöstlich verläuft die Bahnstrecke Havlíčkův Brod–Humpolec, der Haltepunkt Radňov liegt im Tal zwischen Radňov und Dobrohostov.
Nachbarorte sind Květinov im Norden, Jalovčí und Malá Lípa im Nordosten, Horní Mlýn und Lípa im Osten, Okrouhlička, Lipský Dvorek und Dobrohostov im Südosten, Pejchalův Mlýn, Chválkov, Svatá Anna und Úsobí im Süden, Herálec, U Miksů und Koječín im Südwesten, Ulrichův Mlýn, Merunka, Spirov und Věž im Westen sowie Jedouchov, Hlavňiov und Bezděkov im Nordwesten.

## Geschichte
Radňov wurde wahrscheinlich im 13. Jahrhundert gegründet. Die erste urkundliche Erwähnung von Radnow erfolgte 1375. Im Jahre 1436 überschrieb König Sigismund die Burg Lipnice mit zahlreichen Dörfern, darunter auch Radnova dvora, für treue Dienste erblich an Nikolaus Trčka von Lípa. Später verlegten die Herren Trčka von Lípa den Sitz der Herrschaft nach Světlá. Nach dem Dreißigjährigen Krieg wurde Radňov der Herrschaft Herálec zugeschlagen. 1819 wurden die Kinder aus Radňov von Herálec in die Filialschule in Květinov umgeschult.
Im Jahre 1840 bestand das im Caslauer Kreis gelegene Dorf Radniow aus 22 Häusern, in denen 175 Personen lebten. Pfarrort war Heraletz. Bis zur Mitte des 19. Jahrhunderts blieb Radniow der Herrschaft Heraletz untertänig.
Nach der Aufhebung der Patrimonialherrschaften bildete Radňov ab 1849 einen Ortsteil der Gemeinde Koječín im Gerichtsbezirk Humpoletz. Ab 1868 gehörte das Dorf zum Bezirk Deutschbrod. 1869 hatte Radňov 212 Einwohner und bestand aus 25 Häusern. In den 1890er Jahren löste sich Radňov von Koječín los und bildete eine eigene Gemeinde. Wegen der gemeinsamen Grundschule in Květinov kam es einige Male zu Streitigkeiten mit den Mitgliedern des Schulrates und dem Schuldirektor; die wohlhabende Gemeinde Radňov trug die Unterhaltungskosten die Schule in Květinov zum größten Teil. Im Jahre 1900 lebten in Radňov 213 Menschen, 1910 waren es 184. Am 1. Juli 1910 wurde die Gemeinde Teil des neuerrichteten Bezirk Humpoletz. Im Jahre 1921 machte sich Ludvík Císař, der bis zum Ersten Weltkrieg die Kristallglasschleiferei Vojtěch Bárta a spol. bei Květinov verwaltet hatte, mit einer eigenen Glasschleiferei bei Radňov selbständig. Zwei Jahre später pachtete er zusammen mit seinem Bruder die ehemalige Bártasche Glasschleiferei und kaufte sie schließlich in den 1930er Jahren mit dem zugehörigen Teich Paletáč.
1930 hatte Radňov 189 Einwohner und bestand aus 34 Häusern. Im Gegensatz zu Kvasetice und Květinov, wo große Meierhöfe und Häusler dominierten, war Radňov über Jahrhundert ein von zwölf größeren Bauernhöfen geprägtes Bauerndorf. Nach dem Februarumsturz von 1948 kam die Bildung einer JZD in Radňov nur zögerlich voran. Einige der Bauern, die sich der Kollektivierung widersetzten, wurden in den 1950er Jahren als "Kulaken" enteignet und u. a. nach Květinov zwangsumgesiedelt. Im Zuge der Gebietsreform von 1960 und der Aufhebung des Okres Humpolec wurde die Gemeinde dem Okres Havlíčkův Brod zugeordnet. Am 1. Juli 1971 erfolgte die Eingemeindung nach Květinov. Beim Zensus von 2001 lebten in den 35 Häusern des Dorfes 52 Personen.
Die historische Ortsstruktur des als Rundling um einen Dorfplatz mit Teich angelegten Dorfes ist noch gut erkennbar.

## Ortsgliederung
Zu Radňov gehört die Einschicht Horní Mlýn.
Der Ortsteil bildet den Katastralbezirk Radňov u Květinova.

## Sehenswürdigkeiten
- Gusseisernes Kreuz auf dem Dorfplatz
- Gedenkstein für den Schuldirektor und Ortschronisten Václav Hojer (1884–1952), errichtet 2007
- Gedenkstein an die Beendigung der kommunistischen Herrschaft von 1948–1989 und zur Erinnerung an die Unterdrückung der Bauern, auf der Anhöhe westlich des Dorfes